# Digital Songs

Billboard logó (2013)

A Digital Songs vagy Digital Song Sales (korábbi nevén Hot Digital Songs) egy amerikai slágerlista, amely az Egyesült Államok legkelendőbb digitális dalait rangsorolja a Nielsen SoundScan adatai alapján. A listát a Billboard magazin publikálja hetente. Bár eredetileg a dalok értékesítésének nyomon követését 2004. október 30-án kezdték el, hivatalosan csak a 2005. január 22-i számban debütált, ahol egybeszámolták a digitális zeneforgalmazóktól értékesített dalok összes verzióját. Adatait három héttel később beépítették a Hot 100-as listába is. 2004 októbere óta a digitális eladásokat számos más Billboard listába beleszámolják. A döntés a digitális piac jelentős növekedésén alapult, miközben a fizikai formátumú kereskedelmi értékesítés elhanyagolhatóvá vált.
A Digital Songs lista első listavezetője Eminem Just Lose It című dala volt.

## Dal rekordok

### A legtöbb hét az első helyen
- 18 hét

BTS – "Dynamite" (2020–21)
BTS – "Butter" (2021)
- 17 hét

Luis Fonsi and Daddy Yankee featuring Justin Bieber – "Despacito" (2017)
- 16 hét

Lil Nas X featuring Billy Ray Cyrus – "Old Town Road" (2019)
- 13 hét

Flo Rida featuring T-Pain – "Low" (2007–08)
Mark Ronson featuring Bruno Mars – "Uptown Funk" (2015)
The Chainsmokers featuring Halsey – "Closer" (2016)
- 11 hét

Pharrell Williams – "Happy" (2014)
- 10 hét

The Black Eyed Peas – "Boom Boom Pow" (2009)
The Black Eyed Peas – "I Gotta Feeling" (2009)
Macklemore and Ryan Lewis featuring Wanz – "Thrift Shop" (2013)
Robin Thicke featuring T.I. and Pharrell – "Blurred Lines" (2013)
Justin Timberlake – "Can't Stop the Feeling!" (2016)
Ed Sheeran – "Shape of You" (2017)
Lady Gaga and Bradley Cooper – "Shallow" (2018–19)

### Top 10 legtöbbet letöltött dal egy hét alatt
1. Adele - "Hello" (1 112 000), 2015. november 14.
2. Flo Rida - "Right Round" (636 000) 2009. február 28.
3. Adele - "Hello" (635 000), 2015. november 21.
4. Taylor Swift - "We Are Never Ever Getting Back Together" (623.000) 2012. szeptember 1.
5. Kesha - "Tik Tok" (610 000) 2010. január 9.
6. Taylor Swift - "I Knew You Were Trouble" (582 000) 2013. január 12 
7. Bruno Mars - "Grenade" (559 000) 2011. január 8.
8. Katy Perry - "Roar" (557.000) 2013. augusztus 31.
9. Taylor Swift - "Shake It Off" (544.000) 2014. szeptember 6.
10. Gotye featuring Kimbra - "Somebody That I Used to Know" (542 000) 2012. április 28.

### A legnagyobb eladások az első héten
1. Adele – "Hello" (1 112 000) 2015. november 14.
2. Flo Rida – "Right Round" (636 000) 2009. február 28.
3. Taylor Swift – "We Are Never Ever Getting Back Together" (623,000) 2012. szeptember 1.
4. Katy Perry – "Roar" (557 000) 2013. augusztus 31.
5. Taylor Swift – "Shake It Off" (544 000) 2014. szeptember 6.
6. Justin Bieber – "Boyfriend" (521 000) 2012. április 14.
7. Maroon 5 featuring Wiz Khalifa – "Payphone" (493 000) 2012. május 5.
8. The Black Eyed Peas – "Boom Boom Pow" (465 000) 2009. április 18.
9. Lady Gaga – "Born This Way" (448 000) 2011. február 26.
10. Ariana Grande featuring Iggy Azalea – "Problem" (438 000) 2014. május 17.

### A legnagyobb ugrás az első helyre
- 66-1: will.i.am and Britney Spears – "Scream & Shout" (2012. december 15.)
- 57-1: Zac Efron, Vanessa Hudgens and Drew Seeley – "Breaking Free" (2006. február 11.)
- 50-1: Taio Cruz featuring Ludacris – "Break Your Heart" (2010. március 20.)
- 50-1: Lee Greenwood – "God Bless the U.S.A." (2020. július 18.)
- 42-1: Wiz Khalifa featuring Charlie Puth – "See You Again" (2015. április 18.)
- 38-1: Shakira featuring Wyclef Jean – "Hips Don't Lie" (2006. június 17.)
- 35-1: Kelly Clarkson – "Piece by Piece" (2016. március 19.)
- 34-1: J Balvin and Willy William featuring Beyoncé – "Mi Gente" (2017. október 21.)
- 33-1: Billie Eilish – "No Time to Die" (2020. február 29.)
- 28-1: Katy Perry – "Last Friday Night (T.G.I.F.)" (2011. július 2.)

### A leghosszabb mászás az első helyre
- 33 hét

Dua Lipa – "Levitating" (2021)
- 26 hét

The All-American Rejects – "Dirty Little Secret" (2005–06)
- 25 hét

The Fray – "How to Save a Life" (2006)
Train – "Hey, Soul Sister" (2009–10)
- 24 hét

Lady Gaga featuring Colby O'Donis – "Just Dance" (2008–09)
- 23 hét

Adele – "Set Fire to the Rain" (2011–12)
- 20 hét

Cardi B, Bad Bunny and J Balvin — "I Like It" (2018)
Forrás:

### A legnagyobb visszaesés az első helyről
- 1-38: Jordan Smith – "Mary, Did You Know?" (2016. január 9.)
- 1-28: The Weeknd – "Heartless" (2019. december 21.)
- 1-19: Glee Cast – "Teenage Dream" (2010. december 4.)
- 1-19: Prince & the Revolution – "Purple Rain" (2016. május 21.)

### Dal mérföldkövek
- A The Black Eyed Peas "I Gotta Feeling" című felvétele tartja a legtöbbet letöltött dal rekordját az Egyesült Államokban, 2012-ig több mint 8 millió példánnyal. A dal volt az első, amely meghaladta a 6-8 millió letöltést.[15]
- Flo Rida és T-Pain "Low" c. felvétele az első dal, amely meghaladta a 4-5 millió letöltést. A 2000-es évek legkelendőbb digitális dala volt.
- Soulja Boy "Crank That (Soulja Boy)" c. felvétele volt az első dal, amely meghaladta a 3 millió letöltést.[16]
- Daniel Powter "Bad Day" c. felvétele volt az első dal, amely meghaladta a 2 millió letöltést.[17]
- Gwen Stefani "Hollaback Girl" c. felvétele volt az első dal a történelemben, amely meghaladta az 1 millió letöltést.[18]
- Flo Rida "Right Round"-ja tartja a rekordot a legnagyobb debütáló/teljes eladási héten egy férfi számára egy digitális dalhoz 636 000 letöltéssel.
- Adele "Rolling in the Deep"-je tartja a legtöbbet letöltött dal rekordját egy naptári évben.[19]
- Wiz Khalifa és a Maroon 5 "Payphone"-ja tartja a rekordot a legnagyobb debütáló/teljes eladási héten egy együttes számára, 493 000 letöltéssel.[20]
- A Fun "We Are Young" dala Janelle Monáe közreműködésével az első dal, amely hét héten keresztül 300 000 vagy annál több digitális értékesítést regisztrált.[21]
- Macklemore és Ryan Lewis "Thrift Shop" felvétele Wanz közreműködésével az első dal, amely nyolc, illetve kilenc hétig 300 000 vagy annál több digitális eladást regisztrált.[22]
- Robin Thicke "Blurred Lines" c. felvétele TI és Pharrell közreműködésével az első dal, amely 10 hétig 300 000 vagy annál több, és az első dal, amely négy hétig 400 000 vagy annál több digitális értékesítést regisztrált.
- Adele "Hello" című dala túllépte a 4 milliós letöltési határt a megjelenése utáni tizenharmadik hetében, gyorsabban, mint bármely más dal a digitális történelemben.
- Adele "Hello" című dala tartja a legnagyobb debütáló/teljes eladási hét rekordját egy digitális dalnál 1,112 millió letöltéssel, és a legnagyobb nem debütáló értékesítési hét rekordját egy digitális dalnál 635 000 letöltéssel. Ez az első dal, amely 1 millió letöltéssel debütált, és legalább két hétig 600 000 digitális példányban kelt el.
- Bill Withers "Lean on Me" c. felvétele a legrégebbi dal, amely elérte az első helyet a Digital Songs listán. A dal 1972. április 21-én jelent meg, és Withers halálát követően 2020. április 18-án érte el a csúcsot.[23]

## Album rekordok
- Katy Perry Teenage Dream (2010) című albuma tartja a legtöbb digitális listavezető dal rekordját, öttelː "California Gurls" featuring Snoop Dogg, "Teenage Dream", "Firework", "E.T." Kanye West közreműködésével és a "Last Friday Night (T.G.I.F.) " mind listavezetők voltak.
- Taylor Swift 1989 (2014) és Reputation (2017) albumainak négy-négy listavezető dala volt a listán. A "Shake It Off", a "Blank Space", az "Out of the Woods" és a "Bad Blood" 1989-ről érték el az első helyet, míg a "Look What You Made Me Do", "...Ready for It?", a "Gorgeous" és a "Call It What You Want" a Reputation-ről vezették a toplistát.

## Előadók rekordjai

### Előadók a legtöbb listavezető slágerrel
1. Taylor Swift (24)
2. Rihanna (14)
3. Justin Bieber (13) (döntetlen)
3. Drake (13) (döntetlen)
5. Nicki Minaj (12)
6. Katy Perry (11) (döntetlen)
6. Eminem (11) (döntetlen)
6. BTS (11) (döntetlen)
9. Beyoncé (10)
10. Bruno Mars (9)

### Előadók a legtöbb héttel az első helyen
1. BTS (48)
2. Taylor Swift (44)
3. Rihanna (40)
4. Katy Perry (37)
5. Justin Bieber (33)

### Saját magukat leváltó előadók az első helyen
- Mariah Carey – "All I Want for Christmas Is You" (két nem egymást követő hét) → "Don't Forget About Us" (egy hét) (2005. december 31.)
- T.I. – "Whatever You Like" (egy hét) → "Live Your Life" (T.I. featuring Rihanna) (egy hét) (2008. október 18.)
- Beyoncé – "If I Were a Boy" (egy hét) → "Single Ladies (Put a Ring on It)" (két hét) (2008. december 6.)
- The Black Eyed Peas – "Boom Boom Pow" (tíz hét) → "I Gotta Feeling" (tíz hét) (2009. június 27.)
- Glee Cast – "Teenage Dream" (egy hét) → "Forget You" (egy hét) (2010. december 4.)
- Iggy Azalea – "Problem" (Ariana Grande featuring Iggy Azalea) (három hét) → "Fancy" (Iggy Azalea featuring Charli XCX) (négy hét) (2014. június 7.)
- Taylor Swift – "Shake It Off" (négy nem egymást követő hét) → "Out of the Woods" (egy hét) (2014. november 1.)
- Jordan Smith – "Somebody to Love" (egy hét) → "Mary, Did You Know?" (egy hét) (2016. január 2.)
- Drake – "Pop Style" (Drake featuring The Throne) (egy hét) → "One Dance" (Drake featuring Wizkid and Kyla) (egy hét) (2016. április 30.)
- Justin Bieber – "Despacito" (Luis Fonsi and Daddy Yankee featuring Justin Bieber) (tizenhét nem egymást követő hét) → "I'm the One" (DJ Khaled featuring Justin Bieber, Quavo, Chance the Rapper and Lil Wayne) (egy hét) (2017. május 20.)
- Taylor Swift – "Look What You Made Me Do" (egy hét) → "...Ready for It?" (egy hét) (2017. szeptember 23.)
- Drake – "God's Plan" (nyolc nem egymást követő hét) → "Nice for What" (egy hét) (2018. április 21.)
- BTS – "Dynamite" (tizennyolc nem egymást követő hét) → "Film Out" (egy hét) (2021. április 17.)
- BTS – "Butter" (hét egymást követő hét) → "Permission to Dance" (egy hét) (2021. július 24.)
- BTS – "Permission to Dance" (egy hét) → "Butter" (nyolc nem egymást követő hét) (2021. július 31.)
- BTS – "Butter" (tizenhét nem egymást követő hét) → "My Universe" (Coldplay and BTS) (egy hét) (2021. október 9.)
- Nicki Minaj – "Blick Blick" (Coi Leray and Nicki Minaj) (egy hét) → "We Go Up" (Nicki Minaj featuring Fivio Foreign) (egy hét) (2022. április 9.)
- Morgan Wallen – "Thought You Should Know" (egy hét) → "You Proof" (egy hét) (2022. május 28.)

### Egyidejűleg elfoglalja az első két helyet
- Mariah Carey: 2005. december 31.

1. "Don't Forget About Us"
2. "All I Want for Christmas Is You"

- Beyoncé: 2008. december 6.

1. "Single Ladies (Put a Ring on It)"
2. "If I Were a Boy"

- The Black Eyed Peas: 2009. június 27-től 2009. július 4-ig

1. "I Gotta Feeling"
2. "Boom Boom Pow"

- Kesha: 2010. január 23.[34]

1. "Tik Tok"
2. "Blah Blah Blah" (featuring 3OH!3)

- Taylor Swift: 2012. szeptember 22.[35]

1. "We Are Never Ever Getting Back Together"
2. "Ronan"

- Iggy Azalea: 2014. május 17-től 2014. június 21-ig

1. "Problem" (Ariana Grande featuring Iggy Azalea)
2. "Fancy" (Iggy Azalea featuring Charli XCX) (a dalok pozíciót cseréltek 2014. június 7-én)

- Taylor Swift: 2014. november 1.

1. "Out of the Woods"
2. "Shake It Off"

- Prince: 2016. május 14.

1. "Purple Rain"
2. "When Doves Cry"

- Ed Sheeran: 2017. január 28.

1. "Shape of You"
2. "Castle on the Hill"

- Justin Bieber: 2017. május 20-tól 2017. május 27-ig és 2017. június 17-től július 1-ig

1. "I'm the One" (DJ Khaled featuring Justin Bieber, Quavo, Chance the Rapper and Lil Wayne)
2. "Despacito"  (Luis Fonsi and Daddy Yankee featuring Justin Bieber) (a dalok pozíciót cseréltek 2017. május 27-én)

- Taylor Swift: 2017. szeptember 23.

1. "...Ready for It?"
2. "Look What You Made Me Do"

- Ed Sheeran: 2018. január 3.

1. "Perfect" (Ed Sheeran duet with Beyoncé)
2. "River" (Eminem featuring Ed Sheeran)

- Cardi B: 2018. június 30-tól 2018. július 14-ig

1. "Girls Like You" (Maroon 5 featuring Cardi B)
2. "I Like It" (Cardi B, Bad Bunny and J Balvin)

- Lady Gaga: 2018. október 20.

1. "Shallow" (Lady Gaga and Bradley Cooper)
2. "I'll Never Love Again"

- Lady Gaga: 2018. október 27-től 2018. november 3-ig

1. "Shallow" (Lady Gaga and Bradley Cooper)
2. "Always Remember Us This Way"

- The Weeknd : 2019. december 14.

1. "Heartless"
2. "Blinding Lights"

- BTS: 2020. március 7.

1. "On"
2. "My Time"

- Kenny Rogers: 2020. április 4.

1. "The Gambler"
2. "Islands in the Stream" (Kenny Rogers and Dolly Parton)

- Bill Withers: 2020. április 18.

1. "Lean on Me"
2. "Ain't No Sunshine"

- BTS: 2020. október 17.

1. "Dynamite"
2. "Savage Love (Laxed – Siren Beat)" (Jawsh 685 x Jason Derulo x BTS )

- BTS: 2020. december 5.

1. "Life Goes On"
2. "Blue &amp; Grey"

- BTS: 2020. december 19.

1. "Life Goes On"
2. "Dynamite"

- BTS: 2021. július 24-től 2021. augusztus 21-ig

1. "Permission to Dance"
2. "Butter" (a dalok pozíciót cseréltek 2021. július 31-én)

- BTS: 2021. október 9.

1. "My Universe" (Coldplay and BTS)
2. "Butter"

- Taylor Swift: 2022. november 5.

1. "Question...?"
2. "Bigger Than the Whole Sky"

### Előadó mérföldkövek
- Katy Perry a digitális történelem első előadója, aki nyolc különböző dallal 300 000 letöltést ért el egy hét alatt ("Hot n Cold", "California Gurls", "Firework", "E.T.", "The One That Got Away", "Part of Me", "Roar" és "Dark Horse").[36]
- Rihannát a 2000-es évek digitális előadójának választották.[37]
- David Cook összesen tizennégy dallal tartja a rekordot, mint az egy hét alatt legtöbb kiadvánnyal szereplő előadó a lista történetében.[38]
- Miley Cyrus a legfiatalabb női előadó, aki 226 000 letöltéssel debütált az első helyen "Party in the USA" című dalával. A "Party" Psy "Gangnam Style"-jával áll holtversenyben, mint a legtöbb hétig listavezető dal (6 hét), anélkül, hogy a Billboard Hot 100 csúcsát elérte volna.[39]
- Taylor Swift az egyetlen előadó, aki négy különböző dallal lépte át a heti 500 000 letöltést. Ezt a "We Never Never Getting Back Together",az  "I Knew You Ware Trouble", a "Shake It Off" és a "Blank Space" című dalaival tette. Emellett ő tartja a legtöbb első helyen debütálás rekordját, 19 dallal.[40]
- Adele az első és egyetlen előadó, aki egy hét alatt több mint 1 millió letöltést ért el egy dallal ("Hello").[41]
- Ed Sheeran az első előadó, aki két dallal debütált a két legjobb helyen ugyanazon a héten. Ezt a "Shape of You" és a "Castle on the Hill" című dalaival érte el.[42]
- Lauren Daigle birtokolja a kortárs keresztény művész valaha volt legnagyobb debütálásának rekordját. Ezt akkor érte el, amikor a "You Say" 2018. július 28-án a lista 5. helyén debütált.[43]
- Lady Gaga az első előadó, aki három dallal is a Top 10-ben debütált, és az első előadó, aki ugyanazon a héten a legjobb négy helyet elfoglalta. Ez a "Shallow", az "I'll Never Love Again", az "Always Remember Us This Way" és az "Is That Alright?" dalaival sikerült 2018. október 20-án.[44]
- Lady Gaga az első és egyetlen előadó, aki két egymást követő héten egyszerre foglalta el az első három helyet. Ezt a 2018. október 20-i héten (lásd fent) és a 2018. október 27-i héten a "Shallow", az "Always Remember Us This Way" és az "I'll Never Love Again" dalaival érte el.[45]
- A BTS az első formáció, amely hat dallal debütált a Top 10-ben, és az első, amely ugyanazon a héten a hat legjobb helyet foglalta el. Ezt a „Life Goes On”, a „Blue &amp; Grey”, a „Stay”, a „Telepathy”, a „Dis-easy” és a „Fly To My Room„ dalokkal érték el.[46]
- A BTS az első és egyetlen formáció, amely kilenc különálló alkalommal foglalta el a lista első két helyét.

## Fordítás
Ez a szócikk részben vagy egészben  a   Digital Songs című angol Wikipédia-szócikk fordításán alapul.  Az eredeti cikk szerkesztőit annak laptörténete sorolja fel. Ez a jelzés csupán a megfogalmazás eredetét és a szerzői jogokat jelzi, nem szolgál a cikkben szereplő információk forrásmegjelöléseként.

## Külső linkek
- Aktuális Billboard Digital Songs lista